# Moimenta de Maceira Dão
Moimenta de Maceira Dão ist ein Ort und eine ehemalige Gemeinde (Freguesia) im portugiesischen Kreis Mangualde. Die Gemeinde hatte 511 Einwohner (Stand 30. Juni 2011).
Am 29. September 2013 wurden die Gemeinden Moimenta de Maceira Dão und Lobelhe do Mato zur neuen Gemeinde União das Freguesias de Moimenta de Maceira Dão e Lobelhe do Mato zusammengeschlossen. Moimenta de Maceira Dão ist Sitz dieser neu gebildeten Gemeinde.